# Дялу-Корбулуй
Дялу-Корбулуй (рум. Dealu Corbului) — село у повіті Марамуреш в Румунії. Входить до складу комуни Віма-Міке.
Село розташоване на відстані 383 км на північний захід від Бухареста, 25 км на південь від Бая-Маре, 75 км на північ від Клуж-Напоки.

## Населення
За даними перепису населення 2002 року у селі проживала 101 особа, усі — румуни. Усі жителі села рідною мовою назвали румунську.